# Unbekannt (canción)
«Unbekannt» es la décima canción del álbum de estudio Civilización (2007) del grupo musical de Argentina Los Piojos.

## Canción
Según palabras del mismo Ciro, el argumento de la canción recae en que, cuando estuvo de viaje en Alemania durante el Mundial 2006,  él era un «señor desconocido» debido a las diferencias culturales, ya que «Unbekannt» en alemán significa «desconocido». También, los fanáticos han mencionado que la letra retrata la estricta y avanzada del primer mundo capitalista (en comparación con Argentina) sociedad alemana, con frases como: "Las máquinas de nuestro futuro aquí ya son Dios" y "No vas a coimear".

## Video musical
Tras el paso del grupo musical por Alemania a mediados de 2008, en una de sus crónicas para la página web oficial de la misma, comentaron al público que filmarían un video musical en ese país y que sería «Unbekannt».